# Unbreakable (2025)
Unbreakable (2025) foi um evento pay-per-view de luta livre profissional produzido pela Total Nonstop Action Wrestling (TNA). O evento ocorreu em 17 de abril de 2025, no Cox Pavilion, em Las Vegas, Nevada, e foi transmitido pelo TNA+ e Triller TV. Este foi o terceiro evento da cronologia Unbreakable.
Sete lutas foram realizadas durante o evento. No evento principal, Steve Maclin derrotou A. J. Francis e Eric Young na final do torneio para se tornar o primeiro campeão internacional da TNA. O evento também marcou a estreia de Sidney Akeem na TNA e o retorno de Chris Bey após lesão.

## Produção

### Introdução
A TNA já havia realizado um evento pay-per-view chamado Unbreakable em 2005, e uma edição especial mensal em 2019 (na época conhecida como Impact Wrestling).
Em 13 de fevereiro de 2025, a TNA anunciou que o Unbreakable aconteceria na quinta-feira, 17 de abril de 2025, no Cox Pavilion, em Las Vegas, Nevada.

### Histórias
O evento incluiu lutas que resultaram de histórias com script, onde os lutadores retrataram heróis, vilões ou personagens menos distinguíveis em eventos que criaram tensão e culminaram em uma luta ou série de lutas.
No episódio de 3 de abril de 2025 do TNA Impact!, o diretor de autoridade da TNA, Santino Marella, fez um anúncio, interrompendo uma promo entre os auto-declarados co-campeões de mídia digital da TNA, Steph De Lander e Mance Warner. Após exigir que De Lander entregasse o cinturão, Marella imediatamente desativou o título e o substituiu pelo Campeonato Internacional da TNA. O campeão inaugural seria determinado por meio de um torneio, que culminaria no Unbreakable, composto por três lutas three-way, com os vencedores se enfrentando na final também em uma luta three-way. Essa decisão foi uma homenagem ao 20º aniversário da luta three-way entre AJ Styles, Samoa Joe e o campeão da X Division da TNA, Christopher Daniels, que foi o evento principal do primeiro Unbreakable. Essa luta é considerada uma das maiores da história da TNA e foi fundamental para colocar a promoção no mapa como uma grande companhia nacional.
As lutas da primeira rodada seriam anunciadas ainda naquela noite: Eddie Edwards vs. Ace Austin vs. Steve Maclin; Zachary Wentz vs. JDC vs. Eric Young; e A. J. Francis vs. Mance Warner vs. Sami Callihan. A última dessas lutas ocorreu na semana seguinte, com Francis fazendo o pin em Callihan para avançar no torneio.
Sami Callihan, Mance Warner e Steph De Lander estavam em uma rivalidade desde o episódio ao vivo de 23 de janeiro de 2025 do TNA Impact!, quando De Lander confrontou Callihan enquanto carregava o Campeonato de Mídia Digital da TNA, que ela havia conquistado em seu "divórcio" com o marido fictício PCO. Warner, o noivo de De Lander na vida real, fez sua estreia e atacou Callihan logo em seguida. Callihan e Warner continuaram a se envolver em brigas pelos meses seguintes, culminando em um combate Street Fight no Sacrifice, onde Warner saiu vitorioso. Mesmo após isso, Callihan continuou perseguindo Warner e De Lander. No episódio de 27 de março de 2025 do TNA Impact!, os três participaram de um confronto verbal mediado por Santino Marella, mas tudo terminou quando De Lander jogou café quente no rosto de Callihan, supostamente ferindo seu olho direito. Na semana seguinte, Callihan exigiu que fosse colocado em um combate com Warner na primeira rodada do torneio pelo Campeonato Internacional da TNA, substituindo Zachary Wentz em sua luta contra A. J. Francis. Após ambos falharem em avançar no torneio, Callihan exigiu que Marella marcasse um último combate entre ele e Warner no Unbreakable, desta vez em uma Barbed Wire Massacre. O combate foi oficializado mais tarde naquela noite.

## Resultados
| Nº                                          | Resultados | Estipulações                                              | Tempo |
| ------------------------------------------- | --- | --------------------------------------------------------- | ----- |
| 1                                           | Eric Young derrotou Zachary Wentz e JDC                                                                                     | Semifinal do torneio pelo Campeonato Internacional da TNA | 8:50  |
| 2                                           | Steve Maclin derrotou Eddie Edwards e Ace Austin                                                                            | Semifinal do torneio pelo Campeonato Internacional da TNA | 9:54  |
| 3                                           | Moose derrotou Sidney Akeem                                                                                                 | Luta individual                                           | 8:54  |
| 4                                           | Mike Santana e The Hardys (Jeff Hardy e Matt Hardy) derrotaram Mustafa Ali e The Nemeth Brothers (Nic Nemeth e Ryan Nemeth) | Luta de trios                                             | 12:40 |
| 5                                           | Joe Hendry e Masha Slamovich derrotaram Frankie Kazarian e Tessa Blanchard                                                  | Luta de duplas mistas                                     | 14:10 |
| 6                                           | Sami Callihan derrotou Mance Warner (com Steph De Lander)                                                                   | Barbed Wire Massacre                                      | 19:10 |
| 7                                           | Steve Maclin derrotou A. J. Francis e Eric Young                                                                            | Final do torneio pelo Campeonato Internacional da TNA     | 13:40 |
| (c) – Refere-se aos campeões antes da luta. | |                                                           |       |

##### Torneio Inaugural pelo Campeonato Internacional da TNA
|  |                                                                       |                                                                       |              |     |                                  |                                  |
|  | Primeira rodada (TNA Impact!, 10 de abril) (Unbreakable, 17 de abril) | Primeira rodada (TNA Impact!, 10 de abril) (Unbreakable, 17 de abril) |              |     | Final (Unbreakable, 17 de abril) | Final (Unbreakable, 17 de abril) |
|  | Primeira rodada (TNA Impact!, 10 de abril) (Unbreakable, 17 de abril) | Primeira rodada (TNA Impact!, 10 de abril) (Unbreakable, 17 de abril) |              |     | Final (Unbreakable, 17 de abril) | Final (Unbreakable, 17 de abril) |
|  |                                                                       |                                                                       |              |     |                                  |                                  |
|  |                                                                       |                                                                       |              |     |                                  |                                  |
|  | Eddie Edwards                                                         | 9:55                                                                  |              |     |                                  |                                  |
|  | Eddie Edwards                                                         | 9:55                                                                  |              |     |                                  |                                  |
|  | Ace Austin                                                            | –                                                                     |              |     |                                  |                                  |
|  | Ace Austin                                                            | –                                                                     |              |     |                                  |                                  |
|  | Steve Maclin                                                          | Pin                                                                   |              |     |                                  |                                  |
|  | Steve Maclin                                                          | Pin                                                                   |              |     |                                  |                                  |
|  |                                                                       |                                                                       |              |     |                                  |                                  |
|  |                                                                       |                                                                       |              |     |                                  |                                  |
|  | Zachary Wentz                                                         | 8:50                                                                  | Steve Maclin | Pin |                                  |                                  |
|  | Zachary Wentz                                                         | 8:50                                                                  | Steve Maclin | Pin |                                  |                                  |
|  | JDC                                                                   | –                                                                     |              |     | Eric Young                       | –                                |
|  | JDC                                                                   | –                                                                     |              |     | Eric Young                       | –                                |
|  | Eric Young                                                            | Pin                                                                   |              |     | A. J. Francis                    | 13:40                            |
|  | Eric Young                                                            | Pin                                                                   |              |     | A. J. Francis                    | 13:40                            |
|  |                                                                       |                                                                       |              |     |                                  |                                  |
|  |                                                                       |                                                                       |              |     |                                  |                                  |
|  | A. J. Francis                                                         | Pin                                                                   |              |     |                                  |                                  |
|  | A. J. Francis                                                         | Pin                                                                   |              |     |                                  |                                  |
|  | Mance Warner                                                          | –                                                                     |              |     |                                  |                                  |
|  | Mance Warner                                                          | –                                                                     |              |     |                                  |                                  |
|  | Sami Callihan                                                         | 7:51                                                                  |              |     |                                  |                                  |
|  | Sami Callihan                                                         | 7:51                                                                  |              |     |                                  |                                  |